# إيتيري توتبيريدزي
إيتيري جورجيفنا توتبيريدزي (الروسية: Этери Георгиевна Тутберидзе ، الاسم الأصلي هو إيتيري جوجيفنا ، الروسية: Этери Гогиевна ؛ من مواليد 24 فبراير 1974) مدربة تزلج روسية يعمل بشكل أساسي مع متزلجين فرديين. هي مدرب رئيسي في نادي التزلج سامبو 70 في موسكو. دربت العديد من المتزلجين لتحقيق النجاح في المسابقات الدولية ، بما في ذلك البطل الأولمبي والعالمي ألينا زاغيتوفا ، وبطلة العالم مرتين والحائزة على الميدالية الفضية الأولمبية يفغينيا ميدفيديفا ، والبطلة الأولمبية للفريق يوليا ليبنيتسكايا ، وبطلة العالم 2021 آنا شيرباكوفا.